# SEED (川田まみのアルバム)
『SEED』（シード）は、川田まみの1作目のオリジナルアルバム。2006年3月29日にジェネオンエンタテインメントより発売された。

## 概要
通常盤と初回限定盤の2種類で発売。アルバムの発売記念として名古屋・大阪・仙台・東京・広島・福岡の計6か所でライブイベントが開催された。

## 収録曲
1. roots（introduction） [4:13]
  - 作曲：中沢伴行／編曲：中沢伴行、井内舞子
2. 緋色の空 [4:16]
  - 作詞：川田まみ／作曲：中沢伴行／編曲：中沢伴行、尾崎武士
  - テレビアニメ『灼眼のシャナ』前期オープニングテーマ
3. radiance [4:18]
  - 作詞：KOTOKO、川田まみ／作曲・編曲：中沢伴行
  - テレビアニメ『スターシップ・オペレーターズ』オープニングテーマ
4. seed [5:30]
  - 作詞：川田まみ／作曲：中沢伴行／編曲：中沢伴行、尾崎武士
  - 『アニメTV』エンディングテーマ
  - 映画『Departed to the future』挿入歌
5. precious [5:00]
  - 作詞：川田まみ／作曲：折戸伸治／編曲：中沢伴行、尾崎武士
6. 悲しみの森 [5:46]
  - 作詞：川田まみ／作曲：中沢伴行／編曲：C.G mix
7. IMMORAL [4:27]
  - 作詞：KOTOKO／作曲・編曲：中沢伴行
  - PCゲーム『IMMORAL』エンディングテーマ
8. 昼下がりの午後 [5:10]
  - 作詞：川田まみ／作曲・編曲：井内舞子
  - 映画『Departed to the future』挿入歌
9. Not Fill [5:10]
  - 作詞：川田まみ／作曲：高瀬一矢／編曲：高瀬一矢、中沢伴行
10. undelete [5:18]
  - 作詞：川田まみ／作曲：中沢伴行／編曲：中沢伴行、井内舞子
  - OVA『BALDR FORCE EXE RESOLUTION』エンディングテーマ
11. you give... [5:03]
  - 作詞：川田まみ／作曲・編曲：井内舞子
12. another planet 〜twilight〜 [3:58]
  - 作詞：川田まみ／作曲：中沢伴行／編曲：井内舞子

## 初回限定盤特典
- 「seed」のプロモーションビデオとメイキング映像を収録したDVD
- 特製スリーブ仕様
- 発売記念イベントライブ応募ハガキ